# Batalla de Bun'ei
La Batalla de Bun'ei (文永の役 Bun'ei no eki), también conocida como la Primera batalla de la bahía Hakata, fue el primer intento realizado por la dinastía Yuan de que los mongoles invadiesen el shogunato Kamakura. Después de conquistar los asentamientos japoneses en Tsushima y Iki, la flota de Kublai Khan desembarcó en la bahía Hakata, muy cerca de Dazaifu, la ciudad que había sido el centro administrativo de Kyushu. A pesar de las superiores armas y tácticas de los Mongoles, que establecieron la dinastía Yuan en China cerca del 1270, las fuerzas Yuan que desembarcaron en la bahía Hakata, estaban superadas en número por las fuerzas japonesas; los japoneses se estuvieron preparando, movilizando guerreros y reforzando las defensas desde que oyeron las derrotas en Tsushima e Iki. Los defensores japoneses fueron apoyados por las tormentas que hundieron una porción considerable de la flota Mongola. Al final, la invasión fue decisiva, consiguiendo expulsar a los mongoles durante un corto periodo de tiempo a sus tierras iniciales.
Las tropas Yuan se retiraron y se refugiaron en sus barcos después de un solo día de lucha.  El tifón por la noche, amenazando sus barcos, les hizo retroceder hasta Corea. Muchos de los barcos que retrocedieron se hundieron esa noche en la tormenta.

## La batalla
Después del desembarco en la bahía, la fuerza Yuan rápidamente tomaron la ciudad de Hakata, pero después entraron en combate contra unos soldados japoneses.
La principio, los samuráis estaban completamente superados; acostumbrados a pequeños ejércitos de clanes rivales, ellos no podían igualar la organización y fuerza de los invasores. Los Mongoles lucharon con muy poca precisión, perdiendo grandes cantidades de flechas a través de las filas japonesas. Los Mongoles también emplearon una artillería primitiva, y su infantería usaba la Falange.
En el curso del día de la batalla, el Santuario Hakozaki fue quemado.
A pesar de sus victorias iniciales, los Yuan no persiguieron a los samuráis más de sus defensas en Dazaifu. Nihon Ōdai Ichiran explica que los invasores fueron derrotados por la falta de flechas.
Lo más probable es que fuera el resultado de la falta de familiaridad con el terreno,[cita requerida] las expectativas de los refuerzos japoneses y las grandes bajas que sufrieron. Las fuerzas Yuan esa noche volvieron a sus barcos. Esa noche, la Dinastía Yuan perdió una tercera parte de sus fuerzas en un tifón. Ellos se batieron en retirada hacia Corea, prefiriendo reagruparse y continuando sus ataques.